# 11072 Hiraoka
11072 Hiraoka (1992 GP) là một tiểu hành tinh vành đai chính được phát hiện ngày 3 tháng 4 năm 1992 bởi K. Endate và K. Watanabe ở Kitami.